# Greycap
Die Greycap ist ein 898 Meter hoher Berg im Süden des australischen Bundesstaates Tasmanien.
Er ist breiter als die meisten anderen Berge in der Frankland Range und besitzt keine steile Flanken. Die Greycap liegt im Zentrum der Frankland Range über dem Lake Pedder. Nordwestlich anschließend befindet sich der Cleft Peak und südöstlich schließt der Frankland Saddle an.